# Victoria Hamilton-Barritt
Victoria Hamilton-Barritt (Londra, 8 maggio 1981) è un'attrice e cantante inglese, nota soprattutto come attrice di musical nei teatri del West End.

## Biografia
Ha recitato in numerose produzioni in scena a Londra e in tour britannici e internazionali, tra cui: Mamma Mia! (Londra, 2003), Fame (tour & Londra, 2004/2005), West Side Story (tour internazionale, 2006), Desperately Seeking Susan (Londra, 2007), Flashdance (tour, 2008; Londra, 2010), Gypsy: A Musical Fable (Leicester, 2012), A Chorus Line (Londra, 2013), In the Heights (Londra, 2014/2015), Murder Ballads (Londra, 2016) e The Wild Party (Londra, 2017). Per la sua performance in Murder Ballads è stata candidata al Laurence Olivier Award alla migliore attrice non protagonista in un musical nel 2017. Nel 2022 ha ricevuto una seconda candidatura nella medesima categoria per il musical Andrew Lloyd Webber Cinderella.
Ha una figlia, Sanchia, nata nel febbraio 2016.

## Filmografia

### Televisione
- Holby City - serie TV, 1 episodio (2015)
- L'amore e la vita - Call the Midwife - serie TV, 1 episodio (2015)